# Mistrzostwa Świata w Lekkoatletyce 2022 – pchnięcie kulą kobiet
Pchnięcie kulą kobiet – jedna z konkurencji technicznych rozgrywanych podczas lekkoatletycznych mistrzostw świata na Hayward Field w Eugene.

## Terminarz
| Data     | Godzina |              |
| -------- | ------- | ------------ |
| 15 lipca | 17:05   | Kwalifikacje |
| 16 lipca | 18:25   | Finał        |

## Rekordy
Tabela prezentuje rekord świata, rekord mistrzostw świata, rekordy kontynentów oraz najlepszy wynik na listach światowych w sezonie 2022 przed rozpoczęciem mistrzostw.
|                            | Zawodnik           | Wynik | Miejsce  | Data                  | Źródło |
| -------------------------- | ------------------ | ----- | -------- | --------------------- | ------ |
| Rekord świata              | Natalja Lisowska   | 22,63 | Moskwa   | 7 czerwca 1987(dts)   | [ 2 ]  |
| Listy światowe             | Chase Ealey        | 20,51 | Eugene   | 26 czerwca 2022(dts)  | [ 2 ]  |
| Rekord mistrzostw świata   | Natalja Lisowska   | 21,24 | Rzym     | 5 września 1987(dts)  | [ 2 ]  |
| Rekord mistrzostw świata   | Valerie Adams      | 21,24 | Daegu    | 29 sierpnia 2011(dts) | [ 2 ]  |
| Rekord Afryki              | Vivian Chukwuemeka | 18,43 | Walnut   | 19 kwietnia 2003(dts) | [ 4 ]  |
| Rekord Ameryki Północnej   | Belsy Laza         | 20,96 | Meksyk   | 2 lutego 1992(dts)    | [ 5 ]  |
| Rekord Ameryki Południowej | Elisângela Adriano | 19,30 | Tunja    | 14 lipca 2001(dts)    | [ 6 ]  |
| Rekord Australii i Oceanii | Valerie Adams      | 21,24 | Daegu    | 29 sierpnia 2011(dts) | [ 7 ]  |
| Rekord Azji                | Li Meisu           | 21,76 | Szanghaj | 23 kwietnia 1988(dts) | [ 8 ]  |
| Rekord Europy              | Natalja Lisowska   | 22,63 | Moskwa   | 7 czerwca 1987(dts)   | [ 9 ]  |

## Wyniki

### Kwalifikacje
Awans: 18,90 (Q) lub 12 najlepszych rezultatów (q). Źródło: worldathletics.org.
| Pozycja | Grupa | Zawodnik            | Państwo                  | Runda | Runda | Runda | Wynik | Uwagi |
| Pozycja | Grupa | Zawodnik            | Państwo                  | 1     | 2     | 3     | Wynik | Uwagi |
| ------- | ----- | ------------------- | ------------------------ | ----- | ----- | ----- | ----- | ----- |
| 1.      | B     | Gong Lijiao         | Chińska Republika Ludowa | 18,74 | 19,51 |       | 19,51 | Q,    |
| 2.      | B     | Sarah Mitton        | Kanada                   | 18,16 | 19,38 |       | 19,38 | Q     |
| 3.      | A     | Auriol Dongmo       | Portugalia               | 19,38 |       |       | 19,38 | Q     |
| 4.      | B     | Jessica Schilder    | Holandia                 | 19,16 |       |       | 19,16 | Q     |
| 5.      | B     | Danniel Thomas-Dodd | Jamajka                  | 19,09 |       |       | 19,09 | Q     |
| 6.      | A     | Song Jiayuan        | Chińska Republika Ludowa | 18,33 | 19,08 |       | 19,08 | Q     |
| 7.      | B     | Jessica Woodard     | Stany Zjednoczone        | 17,80 | 17,74 | 19,08 | 19,08 | Q     |
| 8.      | A     | Maddison-Lee Wesche | Nowa Zelandia            | 18,64 | 18,60 | 18,96 | 18,96 | Q     |
| 9.      | A     | Maggie Ewen         | Stany Zjednoczone        | 17,14 | 17,58 | 18,96 | 18,96 | Q     |
| 10.     | B     | Chase Ealey         | Stany Zjednoczone        | 18,96 |       |       | 18,96 | Q     |
| 11.     | A     | Fanny Roos          | Szwecja                  | 18,53 | 18,72 | 18,41 | 18,72 | q     |
| 12.     | B     | Axelina Johansson   | Szwecja                  | 17,47 | 18,57 | 18,50 | 18,57 | q,    |
| 13.     | B     | Katharina Maisch    | Niemcy                   | 17,84 | x     | 18,57 | 18,57 |       |
| 14.     | A     | Adelaide Aquilla    | Stany Zjednoczone        | x     | 18,18 | 18,33 | 18,33 |       |
| 15.     | A     | Julia Ritter        | Niemcy                   | 18,22 | x     | x     | 18,22 |       |
| 16.     | A     | Jorinde van Klinken | Holandia                 | 18,02 | 18,19 | x     | 18,19 |       |
| 17.     | B     | Jessica Inchude     | Portugalia               | 17,39 | 17,65 | 18,01 | 18,01 |       |
| 18.     | A     | Lloydricia Cameron  | Jamajka                  | 17,65 | x     | x     | 17,65 |       |
| 19.     | A     | Zhang Linru         | Chińska Republika Ludowa | 16,73 | x     | 17,54 | 17,54 |       |
| 20.     | A     | Benthe König        | Holandia                 | 17,30 | 17,25 | 17,51 | 17,51 |       |
| 21.     | B     | María Belén Toimil  | Hiszpania                | x     | 16,75 | 17,48 | 17,48 |       |
| 22.     | A     | Amelia Strickler    | Wielka Brytania          | 16,16 | 16,31 | 17,40 | 17,40 |       |
| 23.     | B     | Sophie McKinna      | Wielka Brytania          | 17,21 | 16,77 | 17,13 | 17,21 |       |
| 24.     | A     | Dimitriana Bezede   | Mołdawia                 | x     | 16,99 | x     | 16,99 |       |
| 25.     | B     | Portious Warren     | Trynidad i Tobago        | x     | x     | 16,65 | 16,65 |       |
| 26.     | B     | Ana Carolina Silva  | Brazylia                 | x     | 16,58 | x     | 16,58 |       |
| 27.     | B     | Ivana Gallardo      | Chile                    | 15,64 | 16,20 | 15,36 | 16,20 |       |
| 28.     | A     | Livia Avancini      | Brazylia                 | 15,87 | 16,01 | 16,13 | 16,13 |       |
| 29.     | B     | Ischke Senekal      | Południowa Afryka        | x     | x     | 15,40 | 15,40 |       |

### Finał

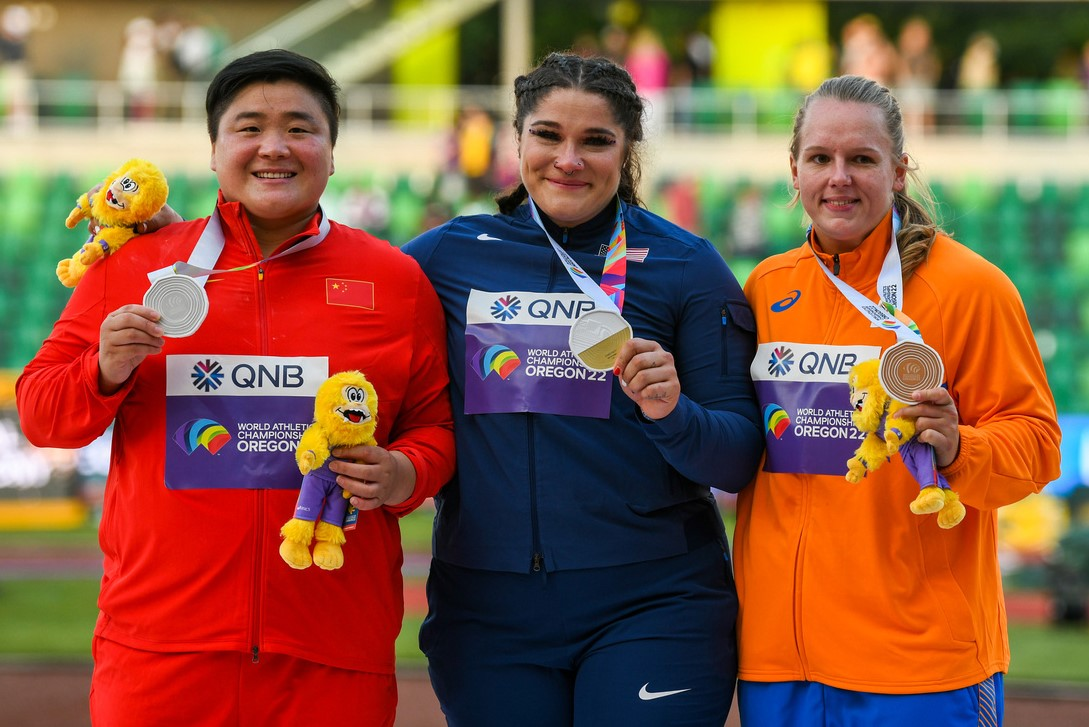
Gong Lijiao, Chase Ealey i Jessica Schilder na podium rywalizacji pchnięcia kulą

Źródło: worldathletics.org
| Pozycja | Zawodnik            | Państwo                  | Runda | Runda | Runda | Runda | Runda | Runda | Wynik | Uwagi |
| Pozycja | Zawodnik            | Państwo                  | 1     | 2     | 3     | 4     | 5     | 6     | Wynik | Uwagi |
| ------- | ------------------- | ------------------------ | ----- | ----- | ----- | ----- | ----- | ----- | ----- | ----- |
| 01 !    | Chase Ealey         | Stany Zjednoczone        | 20,49 | 19,82 | x     | 20,07 | 19,65 | x     | 20,49 |       |
| 02 !    | Gong Lijiao         | Chińska Republika Ludowa | 19,58 | 19,84 | 20,23 | 20,08 | 20,39 | 19,89 | 20,39 | SB    |
| 03 !    | Jessica Schilder    | Holandia                 | x     | 19,77 | x     | 19,53 | 19,77 | x     | 19,77 | NR    |
| 4.      | Sarah Mitton        | Kanada                   | 18,78 | 19,18 | 19,04 | x     | 19,06 | 19,77 | 19,77 |       |
| 5.      | Auriol Dongmo       | Portugalia               | 19,44 | 19,62 | 19,38 | x     | 19,39 | 19,54 | 19,62 |       |
| 6.      | Song Jiayuan        | Chińska Republika Ludowa | 19,21 | 19,06 | x     | 19,49 | 19,57 | x     | 19,57 |       |
| 7.      | Maddison-Lee Wesche | Nowa Zelandia            | 18,32 | 19,09 | 18,56 | 18,81 | 18,36 | 19,50 | 19,50 | PB    |
| 8.      | Jessica Woodard     | Stany Zjednoczone        | x     | x     | 18,67 | x     | 18,63 | x     | 18,67 |       |
| 9.      | Maggie Ewen         | Stany Zjednoczone        | 18,08 | 18,26 | 18,64 | NQ    | NQ    | NQ    | 18,64 |       |
| 10.     | Danniel Thomas-Dodd | Jamajka                  | x     | 18,29 | x     | NQ    | NQ    | NQ    | 18,29 |       |
| 11.     | Fanny Roos          | Szwecja                  | 18,27 | 18,22 | x     | NQ    | NQ    | NQ    | 18,27 |       |
| 12.     | Axelina Johansson   | Szwecja                  | 17,21 | 17,60 | 17,25 | NQ    | NQ    | NQ    | 17,60 |       |